# Villatoya
Villatoya er en by og kommune i det sydøstlige Spanien i provinsen Albacete. Den har et indbyggertal på 113 (2024) indbyggere.